# The Ranger's Bride
The Ranger's Bride è un cortometraggio muto del 1910 scritto, prodotto, interpretato e diretto da Gilbert M. 'Broncho Billy' Anderson.

## Trama
Un Texas Ranger ordina per corrispondenza una moglie. Uno dei suoi amici, allora, si traveste da donna per prendersi gioco di lui, facendosi passare per la sposa.

## Produzione
Il film fu prodotto dalla Essanay Film Manufacturing Company. Venne girato in California, a Santa Barbara.

## Distribuzione
Distribuito dall'Essanay Film Manufacturing Company, il film - un cortometraggio di 210 metri - uscì nelle sale cinematografiche USA il 9 aprile 1910. Nelle proiezioni, veniva programmato con il sistema dello split reel, accorpato in un'unica bobina con un altro cortometraggio prodotto dall'Essanay, la commedia A Family Quarrel.